# Innovation & Entrepenuership Tower
L'Innovation & Entrepenuership Tower est un gratte-ciel de 201 mètres pour 40 étages construit en 2013 à Harbin en Chine. 